# Cantó de Thann
El cantó de Thann (alsacià kanton Dànn) és una divisió administrativa francesa situat al departament de l'Alt Rin i a la regió del Gran Est.

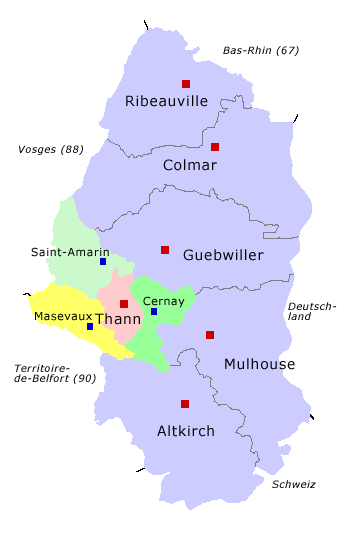
representació del cantó de Thann al districte de Thann i al departament de l'Alt Rin

## Composició
El cantó aplega 11 comunes :
| Nom alsacià   | Nom francès            | Nom alemany   |
| Àlt-Dànn      | Vieux-Thann            | Alt-Thann     |
| Bitschwiller  | Bitschwiller-lès-Thann | Bitschweiler  |
| Dànn          | Thann                  | Thann         |
| Eweràschbàch  | Aspach-le-Haut         | Oberaspach    |
| Gaiwene       | Guewenheim             | Gewenheim     |
| Laimbàch      | Leimbach               | Leimbach      |
| Míchelbàch    | Michelbach             | Michelbach    |
| Neederburbàch | Bourbach-le-Bas        | Niederburbach |
| Ràmmerschmàtt | Rammersmatt            | Rammersmatt   |
| Rodre         | Roderen                | Rodern        |
| Willer        | Willer-sur-Thur        | Weiler        |

## Conseller general de l'Alt Rin
- 2001-2014: Michel Habib